# In Battle There Is No Law
Albums de Bolt Thrower
The Peel Session
(1988) Realm of Chaos
(1989)
In Battle There Is No Law est le premier album studio du groupe de Death metal anglais Bolt Thrower. L'album est sorti en 1988 sous le label Vinyl Solution.
Le groupe de Metalcore allemand Heaven Shall Burn a appelé son EP In Battle There Is No Law en référence et en hommage à Bolt Thrower, qui est une grande influence dans la musique de ce groupe.

## Musiciens
- Karl Willetts - chant
- Gavin Ward - guitare
- Barry Thompson - guitare
- Jo Bench - basse
- Andrew Whale - batterie

## Liste des morceaux
1. In Battle There Is No Law – 5:01
2. Challenge for Power – 3:34
3. Forgotten Existence – 3:45
4. Denial of Destiny – 2:30
5. Blind to Defeat – 2:21
6. Concession of Pain – 2:58
7. Attack in the Aftermath – 3:11
8. Psychological Warfare – 3:31
9. Nuclear Annihilation – 3:30